# Мартинешты
Мартинешты (рум. Mărtineşti, Мэртинешть) — село в Страшенском районе Молдавии. Наряду с селом Греблешты входит в состав коммуны Греблешты.

## География
Село расположено на высоте 79 метров над уровнем моря.
У села протекает река Икель.

## Население
По данным переписи населения 2004 года, в селе Мэртинешть проживает 128 человек (60 мужчин, 68 женщин).
Этнический состав села:
| Национальность | Число жителей | Процентный состав |
| -------------- | ------------- | ----------------- |
| молдаване      | 126           | 98.44             |
| румыны         | 2             | 1.56              |
| Всего          | 128           | 100%              |